# Alfred Ratelade
Alfred Ratelade est un homme politique français né le 30 juillet 1887 à Fernoël (Puy-de-Dôme) et décédé le 15 novembre 1974 à Fernoël.
Conseiller municipal de Fernoël, conseiller d'arrondissement, il est élu député du Puy-de-Dôme en 1936, mais n'ayant gagné que d'une courte tête, son adversaire obtient l'invalidation de l'élection. Ratelade ne se représente pas à l'élection partielle qui suit.

## Sources
- « Alfred Ratelade », dans le Dictionnaire des parlementaires français (1889-1940), sous la direction de Jean Jolly, PUF, 1960 [détail de l’édition]